# Grünow (Schwedt/Oder)

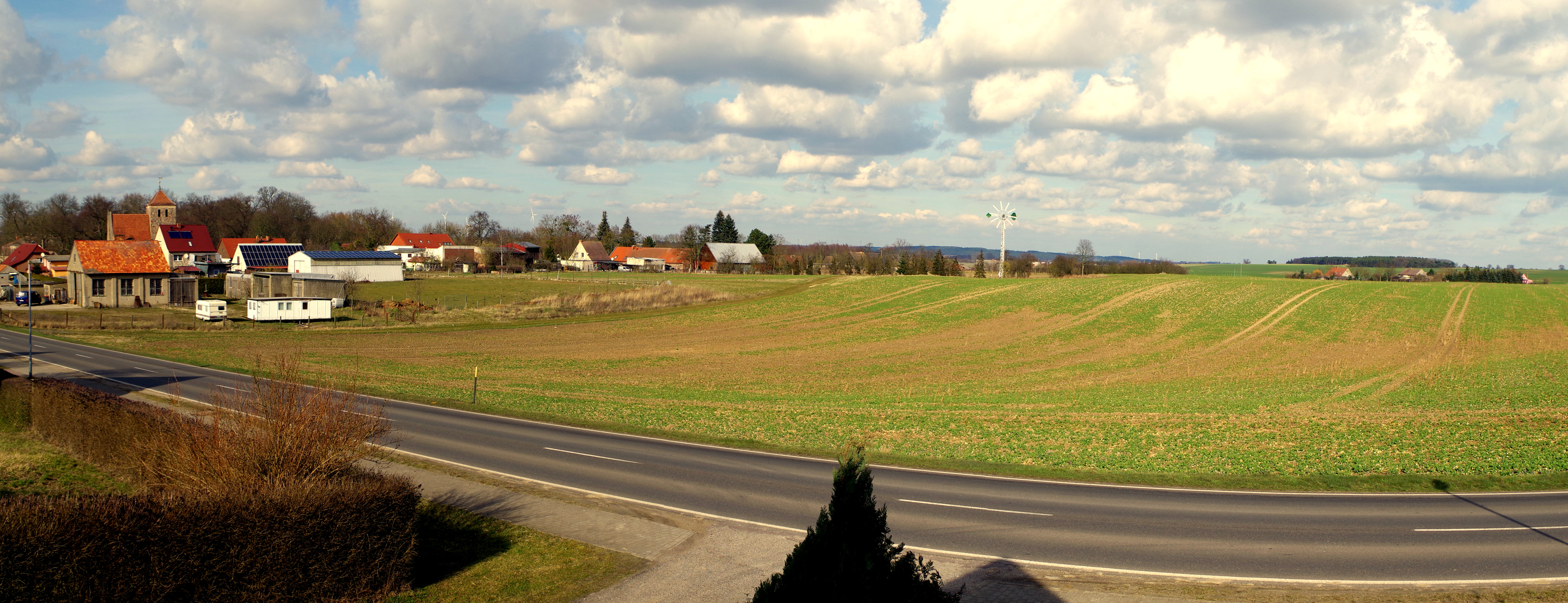
Panorama von Grünow

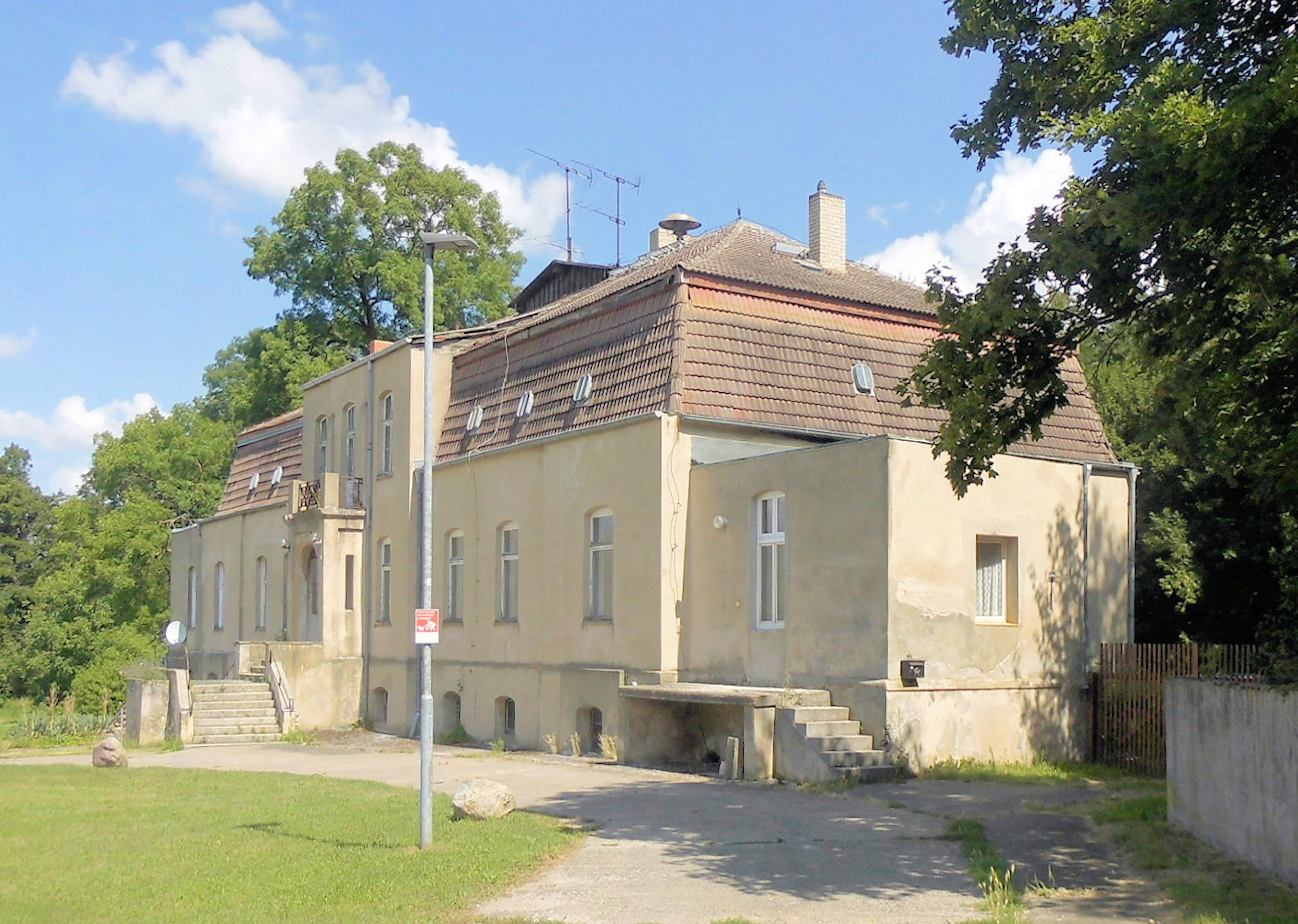
Das Herrenhaus in Grünow

Grünow ist ein Ortsteil der Stadt Schwedt/Oder im Landkreis Uckermark in Brandenburg. Das Dorf liegt etwa 13 Kilometer nordöstlich von Angermünde in einer hügeligen Landschaft. Die Gemarkung des Ortes wird in etwa von dem Landiner Abzugsgraben im Westen, von der Welse im Norden und von der Bahnstrecke Angermünde-Stettin begrenzt. Im Jahr 2022 lebten in Grünow 97 Einwohner (Stand 31. August 2022).

## Geschichte
Auf der Gemarkung des Dorfes lebten bereits in der Mittelsteinzeit Menschen, archäologische Funde deuten aber auch auf Besiedlungen aus dem Ende der Altsteinzeit hin. In der Jungsteinzeit siedelten Bauern der Linearbandkeramischen Kultur in der Gegend des Dorfes. Östlich und südlich des Dorfes wurden Gräber aus der mittleren und späten Jungsteinzeit gefunden. Auch Urnengräber aus der Bronzezeit wurden gefunden. Die Besiedlung in der Eisenzeit und zur römischen Kaiserzeit ist nur noch dünn. Wahrscheinlich um 1000 im Rahmen der slawischen Besiedlung wurden die Gegend wieder bewohnt. Das heutige Dorf wurde wahrscheinlich zum Beginn des 13. Jahrhunderts gegründet. In der erste urkundliche Erwähnung 1354 wurde das Dorf als Grunow erwähnt. Damals wurde das Land an Pommern abgetreten. Im Jahre 1472 kam es zum Land Brandenburg zurück.
Ob das Dorf im Dreißigjährigen Krieg teilweise oder ganz wüst geworden ist, ist nicht bekannt. Aber in der Mitte des 18. Jahrhunderts lebte immer noch weniger als 100 Einwohner im Dorf. Im Jahre 1690 erwarb Bernd von Arnim den Besitz, der verpachte und verkaufte den Besitz im Jahre 1735 an die Familie von Rohr-Ganzer. Die Einwohnerzahl stieg im Laufe des 19. Jahrhunderts stark an. So lebten im Jahre 1885 337 Einwohner. 1946 wurde bei einer Bodenreform der Grund enteignet. 1954 wurde ein LPG vom Typ III gegründet, etwas später kam eine LPG vom Typ I hinzu. Diese LPGs wurde 1977/1978 zur LPG Pflanzenproduktion Schönermark vereint.
Bis 1817 gehörten das Dorf zum Stolpirischen Kreis. 1817 wurde der Kreis Angermünde gegründet, das Dorf kam zu diesem Kreis. Seit 1992 gehörte der Ort zum Amt Oder-Welse. Zusammen mit Hohenlandin, Niederlandin und Schönermark wurde 2001 die Gemeinde Mark Landin gegründet, die zum 19. April 2022 aufgelöst wurde und dessen Ortsteile zu Schwedt/Oder kamen.

## Das Dorf
Das Dorf liegt an der Landesstraße 28 von Schönermark bis Passow. Die Landstraße macht in dem Dorf einen rechtwinkeligen Knick. Nördlich dieses Knicks befindet sich der Gutsbereich. Westlich des Gutsbezirkes befindet sich die Dorfkirche mit dem Kirchhof.

### Herrenhaus und Gutspark
Das Herrenhaus Grünow wurde 1736 erbaut. Es ist mit dem Gutspark denkmalgeschützt. Nach 1881 wurde das Herrenhaus umgebaut, die genauen Veränderungen sind nicht mehr festzulegen. Ab 1945 wurde das Herrenhaus als Flüchtlingsunterkunft genutzt, später wurde es von der Gemeinde genutzt. Das Haus ist ein eingeschossiges Haus mit Souterrain und Mansarddach. Die Fassade hat neun Achsen, die drei mittleren und die äußeren zeigen Risalite. In der Mitte befindet sich der Eingang, davor steht eine zweiläufige Freitreppe. Über dem Eingang befindet sich ein Balkon. Vom Gutshof sind nur Teile erhalten geblieben.
Der Gutspark des Herrenhauses steht wie das Herrenhaus unter Denkmalschutz. Der Park befindet sich nördlich und östlich des Herrenhauses. Die Größe des Parks beträgt etwa 4 Hektar. Angelegt wurde der jetzige Park nach 1881 von dem damaligen Gutsbesitzer Kühn. Wie der Park vor diesem Datum aussah, ist nicht belegt.

### Dorfkirche
Die Kirche des Dorfes steht unter Denkmalschutz. Es ist eine Chorturmkirche mit Apsis, Chorturm und Schiff. An der nördlichen Chorturmseite wurde eine Sakristei angebaut. Wann die Kirche erbaut wurde, ist unklar, eine Bauzeit um 1200 ist wahrscheinlich.